# Fuerte Apache (Arizona)
El fuerte Apache es un parque histórico de los Estados Unidos ubicado en la reserva india del mismo nombre en Arizona. Conserva las instalaciones militares construidas en la segunda mitad del siglo XIX durante la expansión de la frontera de este país, y es sitio cultural de preservación de la cultura Apache en la zona de White Mountain.

## Historia

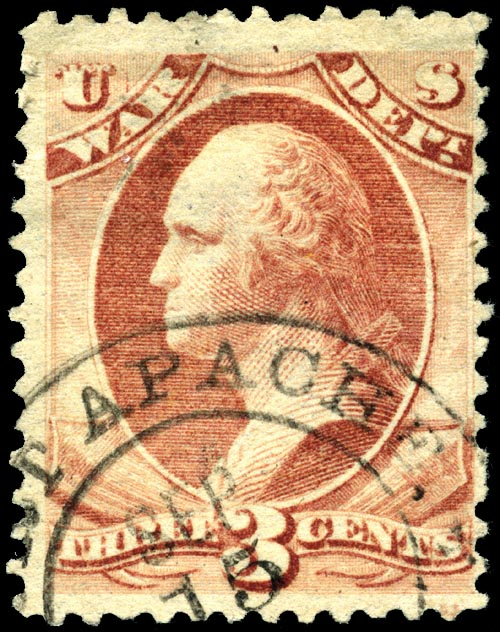
Estampilla de 1873 utilizada en el fuerte Apache.

En misión bélica contra los nativos apaches, el coronel John Green —con una tropa de al menos 120 hombres— había sido ordenado montar una ofensiva en 1869 sobre la zona de White Mountain. Una vez localizado un asentamiento de los amerindios, fue invitado por uno de los nativos al lugar. Sin embargo, Green ordenó a un capitán de apellido Barry montar un ataque sin condición; pero este fue recibido en forma pacífica y cordial. Hacia el mes de noviembre, Green, de acuerdo con jefes locales —entre ellos Escapa, Eskininla, Pedro y Eskiltesela— , escogió un sitio para erigir un campamento militar en las cercanías de White River, el cual, según sus palabras, serviría para terminar las “guerras apaches”. Según describe: «he elegido un sitio para un puesto militar…el cual es el mejor que he visto alguna vez. El clima es delicioso, según los indios es perfectamente saludable, libre de malaria». Además, el paraje era pleno de agua y madera.
Antes de ser designado por el nombre por el que sería reconocido, en 1870 fue fundado como “campo Ord”, luego como “campo Mogollon” y por último como “campo Thomas”. En febrero de 1871, adquirió el nombre de “campo apache” en honor de los habitantes de la zona. El propósito inicial fue el de resguardar la reserva india de White Mountain. En esos años era política gubernamental convencer —por la fuerza de ser necesario— a los amerindios a vivir en tales lugares y dejar sus ancestrales tierras.
En 1871, también hizo presencia en el lugar el general George Crook como encargado de la región de Arizona, debido a los múltiples conflictos surgidos, pues los nativos huían o se negaban a ingresar a las reservas asignadas por sus condiciones lamentables. Este militar organizó en el emplazamiento un grupo de 50 scouts apaches que serían de gran utilidad en las ofensivas contra los amerindios. Por la importancia adquirida el asentamiento militar fue nombrado como fuerte en 1879. 
Con la captura de Gerónimo en 1886, se dieron por terminadas las “guerras apaches”. Debido a esto, los scouts formados por Crook fueron trasladados al fuerte Huachuca. El fuerte Apache siguió en funciones hasta 1922, las instalaciones pasaron a formar parte de la oficina de asuntos indígenas, y los últimos scouts apaches se retiraron en 1947.

## Parque histórico
Las edificaciones no han sido alteradas significativamente desde la época de su fundación. Alberga una escuela, oficinas para empleados públicos y un museo para preservar la cultura de los apaches de la zona de White Mountain. Sobreviven unas 27 estructuras entre ellas la residencia del General Crook, oficinas de oficiales, caballeriza, barracas, etc.

## Cultura popular
El nombre de "fuerte Apache" es recurrente en producciones western en muchas de sus manifestaciones. Para el caso está la película "Fort Apache" dirigida por John Ford. 